# Asilo de la Paz
Asilo de la Paz es una reserva nacional que se encuentra en el Parque Nacional de Galápagos. Se ubica en la isla Floreana (Cantón San Cristóbal) en el archipiélago de Galápagos. Es una de las atracciones turísticas más populares de la isla. El sitio tiene una elevación máxima de 450 metros sobre el nivel del mar. El manantial que se encuentra en Asilo de la Paz provee de agua a toda la población de la Isla Floreana (100 personas aprox). Existe una tubería que va desde allí hasta el Cerro Puerto detrás del Cerro Paja. Los colonos hicieron el trabajo de instalar la tubería en forma de Minga (voluntarios de la comunidad).  Asilo de la paz fue capital de la provincia de Galápagos (Ecuador) pero se cambió (en febrero de 1973) por la ciudad Puerto Baquerizo Moreno a causa de una supresión de la provincia entre 1878 y 1973.[cita requerida]

## Relato (Breve Historia)
En agosto de 1932, Heinz Wittmer, su esposa Margret y el hijo de Heinz, Harry, se mudaron a la Isla Floreana desde Colonia, Alemania. Inicialmente vivieron en una cueva en Asilo de la Paz, cerca de un manantial que proporcionaba la única fuente permanente de agua dulce de la isla. El 1 de enero de 1933, Margret dio a luz a Rolf Wittmer (1933-2011) dentro de una de las cuevas. En este sitio, la familia construyó una casa, con un techo hecho de pieles curtidas y hojas de plátano, y la llamó "Casa de la Paz". Cultivaban verduras durante todo el año y usaban las cuevas cercanas como corrales para cerdos, ahumaderos y almacenes. Los Wittmer permanecieron en el sitio hasta 1950, cuando se mudaron de las tierras altas de la Isla Floreana a Playa Negra.

## Fauna
Asilo de la Paz contiene un área de bosque intacto de Scalesia que proporciona un hábitat importante para múltiples especies de pinzón de Darwin, incluido el pinzón de árbol mediano en peligro crítico (Camarhynchus pauper). Se informó que un pinzón de curruca (Certhidea fusca), 
previamente considerado extinto en la Isla Floreana, fue escuchado en Asilo de la Paz en 2008, aunque este avistamiento no es universalmente aceptado. Las tortugas gigantes, anteriormente poseídas como mascotas por los residentes de la isla, deambulan por una gran área cerrada en Asilo de la Paz. Estas tortugas son una mezcla de especies de otras islas, ya que la tortuga nativa de la Isla Floreana, Chelonoidis elephantopus, se ha extinguido en la isla desde poco después de 1835.

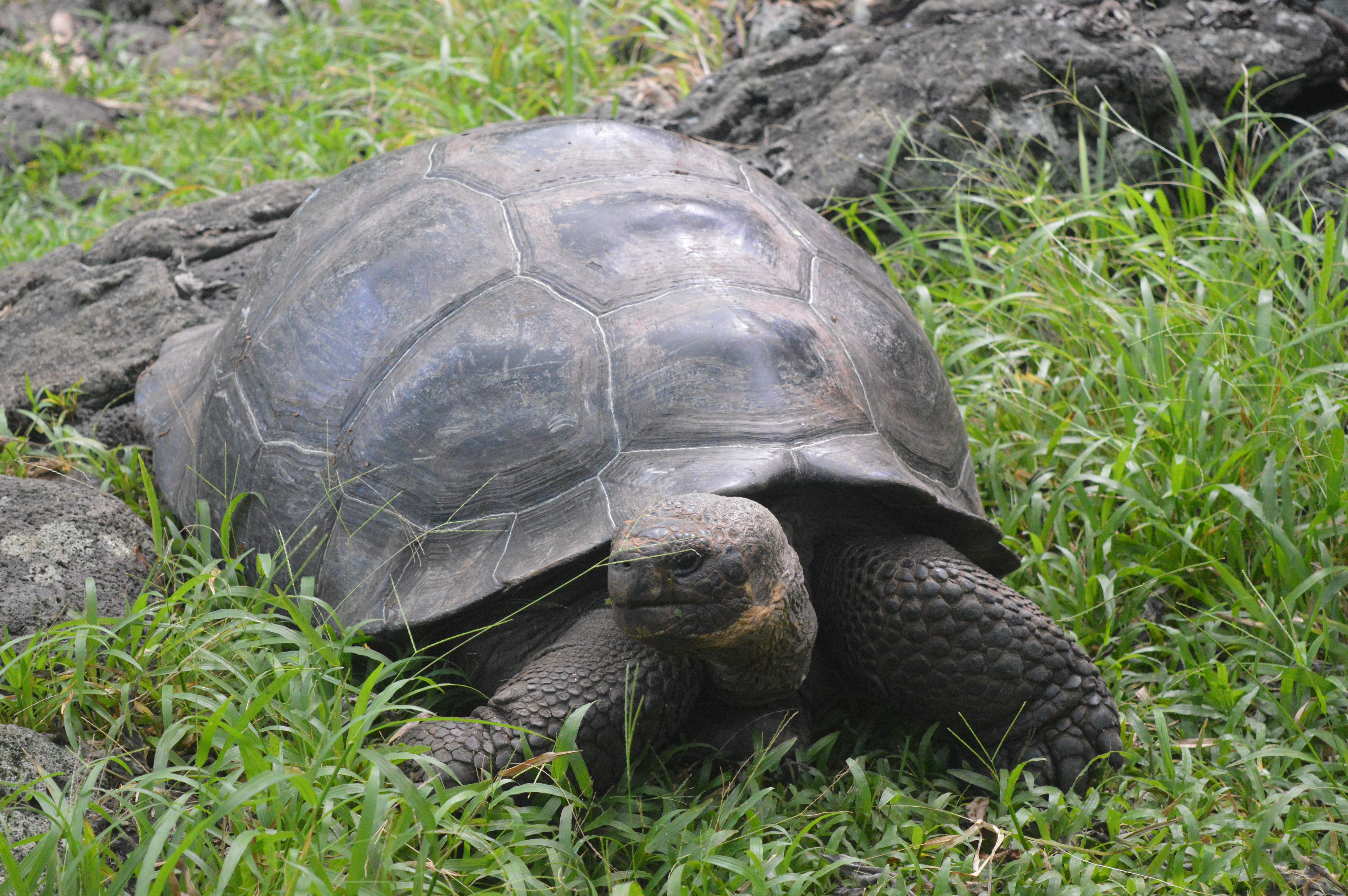
Una tortuga cautiva de Asilo de la paz